# انتخابات ریاست‌جمهوری لهستان (۲۰۲۰)
انتخابات ریاست‌جمهوری لهستان (انگلیسی: 2020 Polish presidential election) قرار بود در تاریخ ۱۰ مه ۲۰۲۰ برگزار شود اما در تاریخ ۶ مه ۲۰۲۰ در پی توافق حزب توافق و حزب حاکم حزب قانون و عدالت به دلیل دنیاگیری کروناویروس قرار بر این شد که زمان انتخابات تغییر یابد و نهایتاً کمیسیون انتخابات زمان برگزاری را ۱۰ مه ۲۰۲۰ اعلام کرد. با این حال در ۳ ژوئن الیزابت ویتک سخنگوی مجلس نمایندگان لهستان زمان برگزاری انتخابات دومرحله‌ای را به این شکل اعلام نمود که مرحله اول در ۲۸ ژوئن که در این تاریخ برگزار شد و مرحله دوم در روز ۱۲ ژوئیه ۲۰۲۰ برگزار گردید. رئیس‌جمهور کنونی لهستان آندژی دودا واجد شرایط حضور در این دوره از انتخابات بود.
کمیسیون ملی انتخابات لهستان، دودا رئیس‌جمهور کنونی را به عنوان پیروز مرحله دوم انتخابات ریاست‌جمهوری لهستان معرفی کرد و رقیب او رافائل تراسکوفسکی شهردار ورشو در این انتخابات نزدیک به ۵۱ درصد آرا را نصیب خود کرد اما ناکام ماند.

## سایر نامزدها
اسامی نامزدهایی که برای کسب نامزدی خود نیاز به جمع‌آوری ۱۰۰٬۰۰۰ امضاء داشتند، اما از جانب احزاب موجود در مجلس نمایندگان سیم (مجلس لهستان) تأیید نشدند.

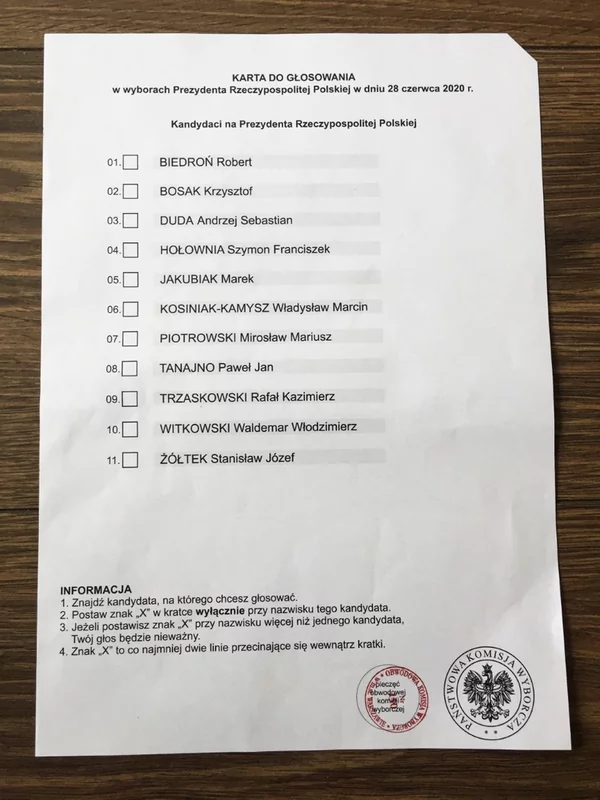
برگه رای (مرحله اول)

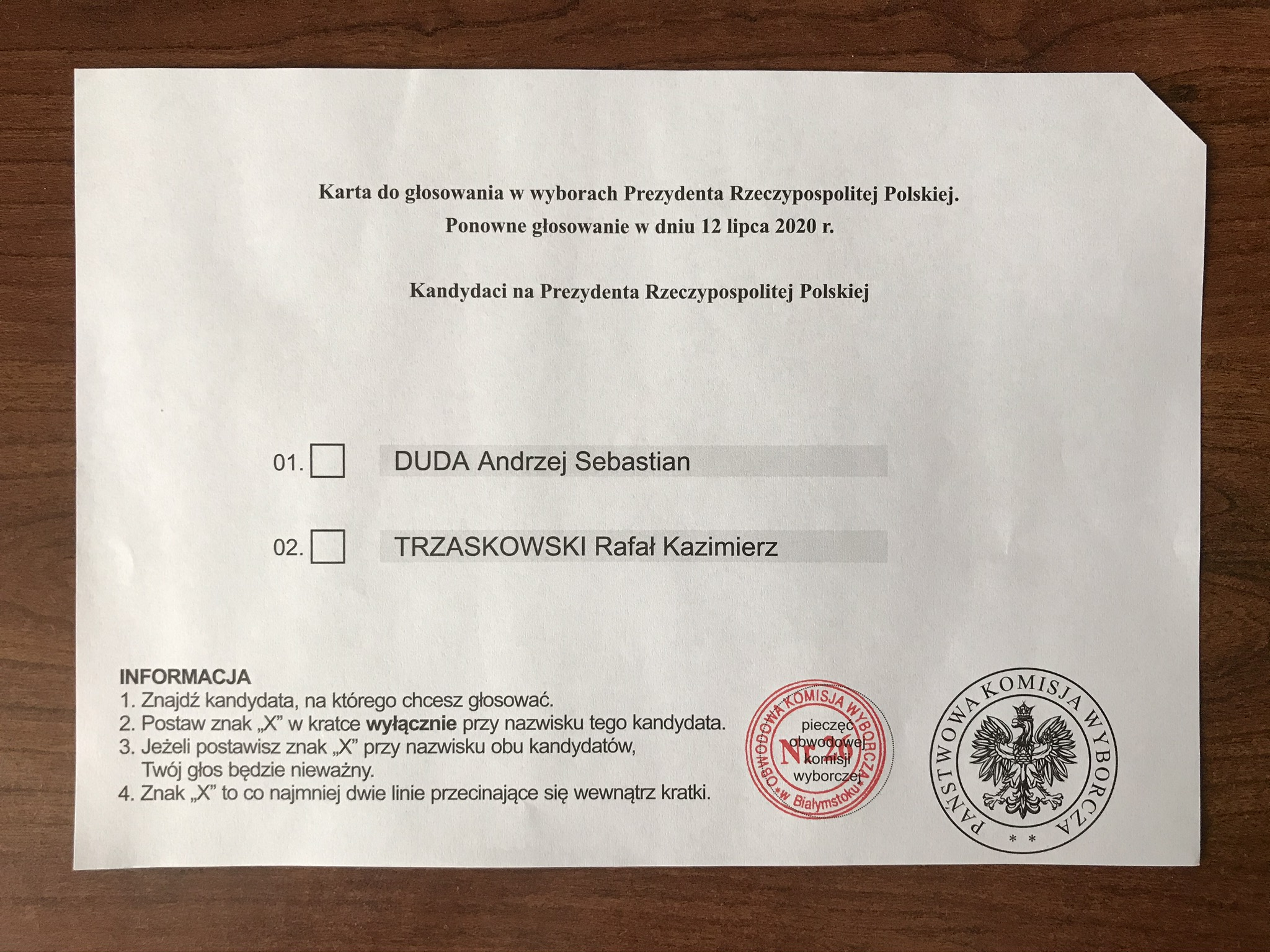
برگه رای (مرحله دوم)

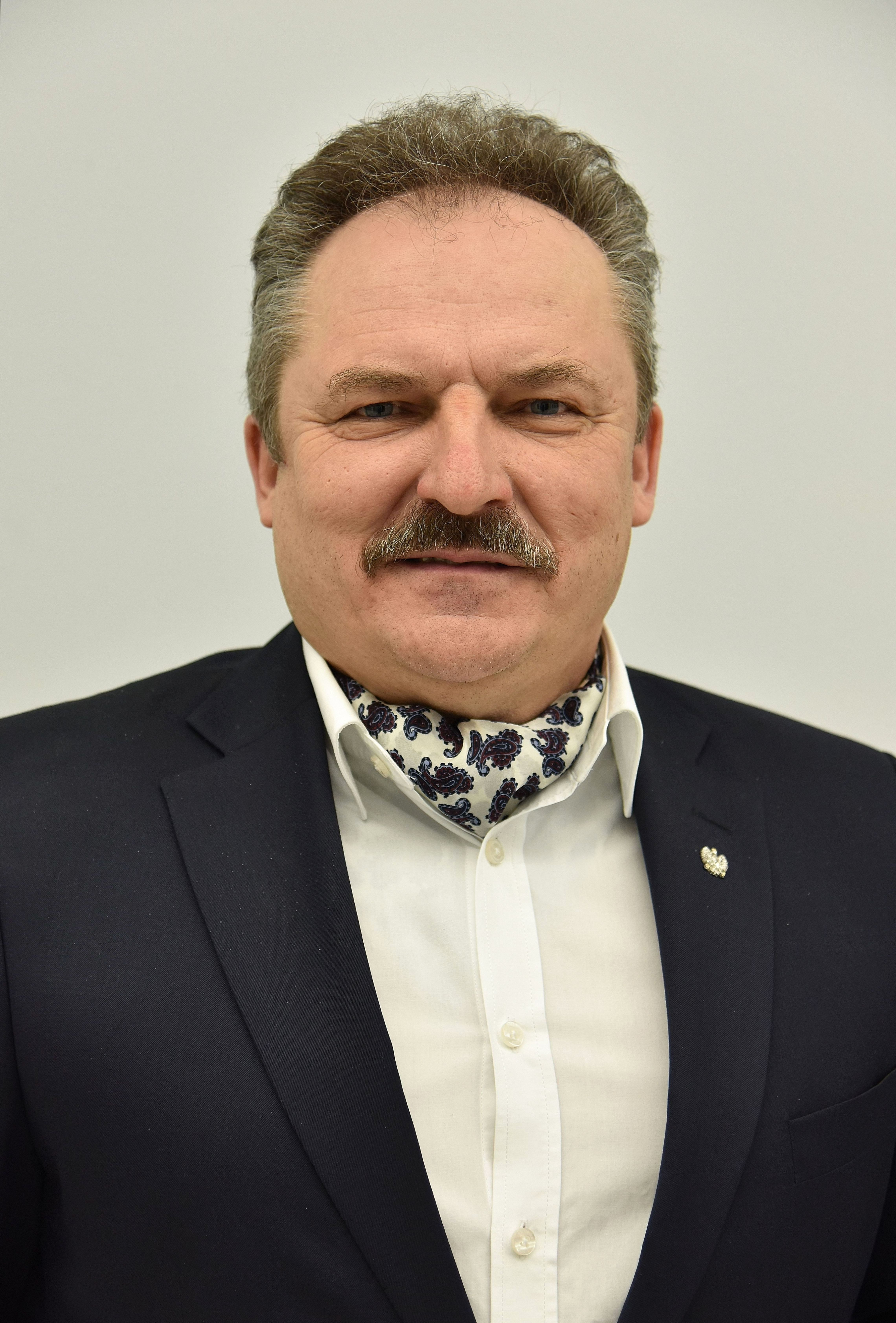
عضو پیشین پارلمان مارک یاکوبیاک (مستقل)
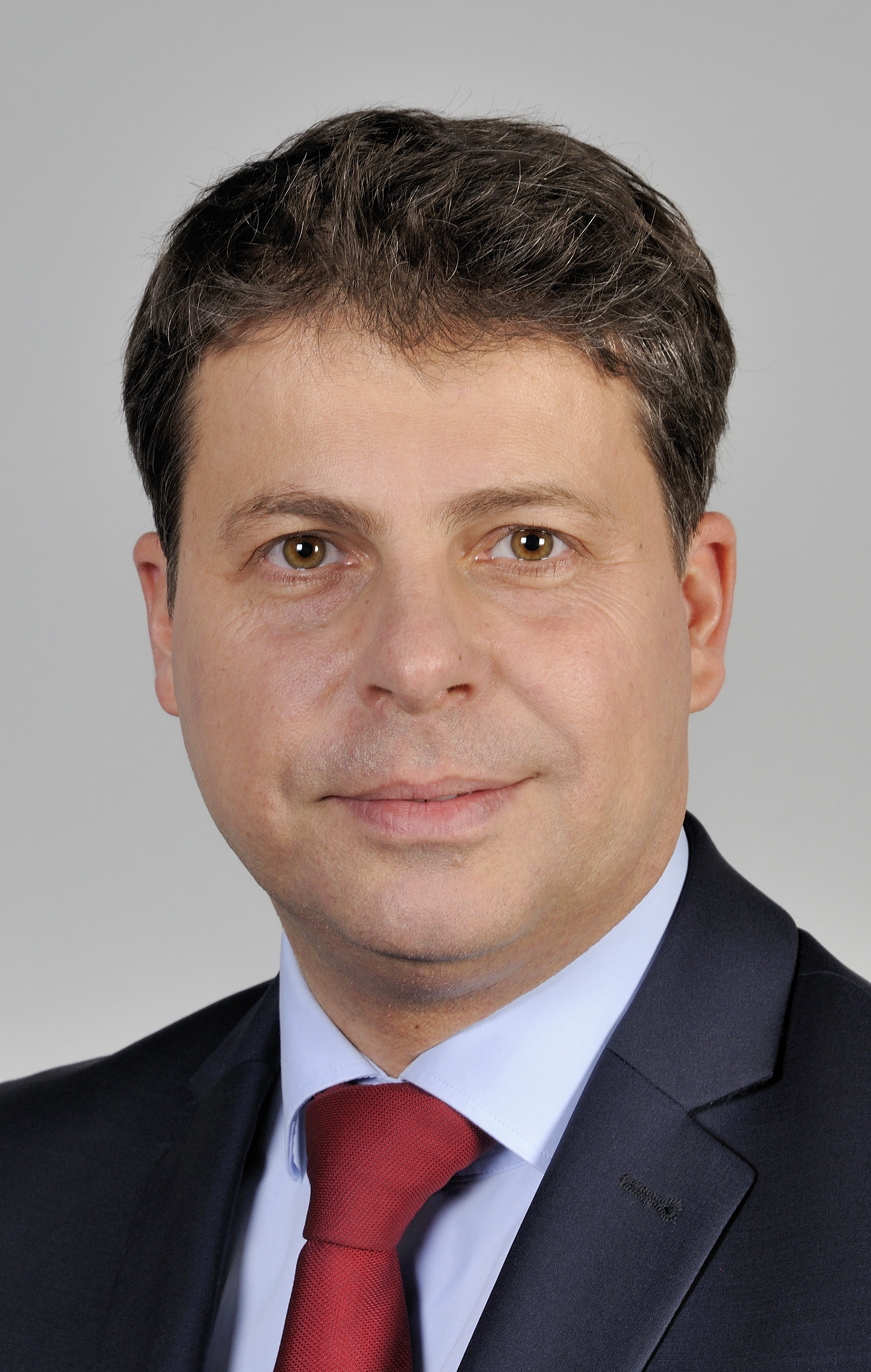
عضو پیشین پارلمان میروسلاو پیوترفسکی (جنبش واقعی اروپا)
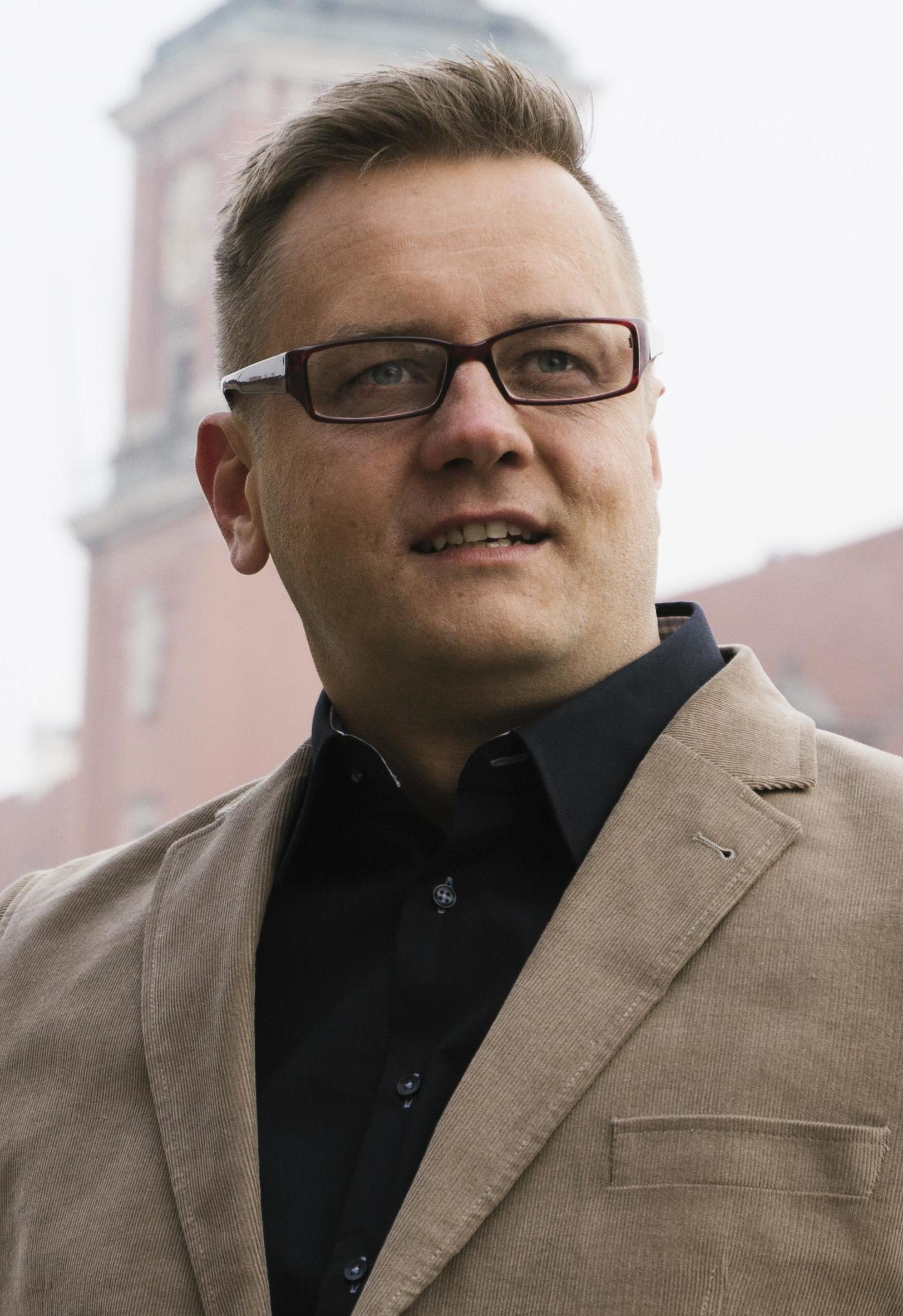
کارآفرین پاول تاناینو (مستقل)
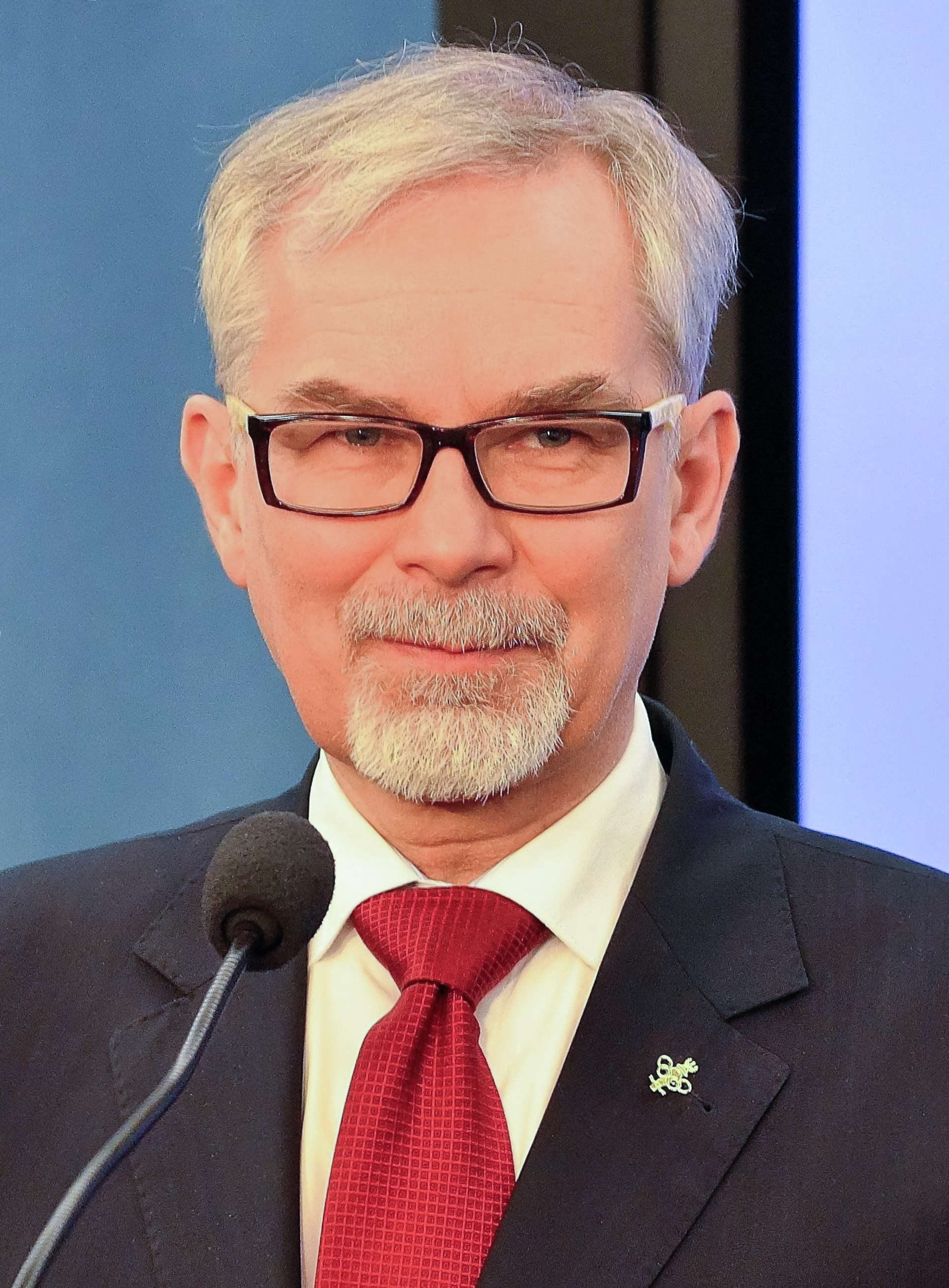
معان پیشین وویودی ولادیمیر ویتکوفسکی  (اتحادیه کارگری لهستان)
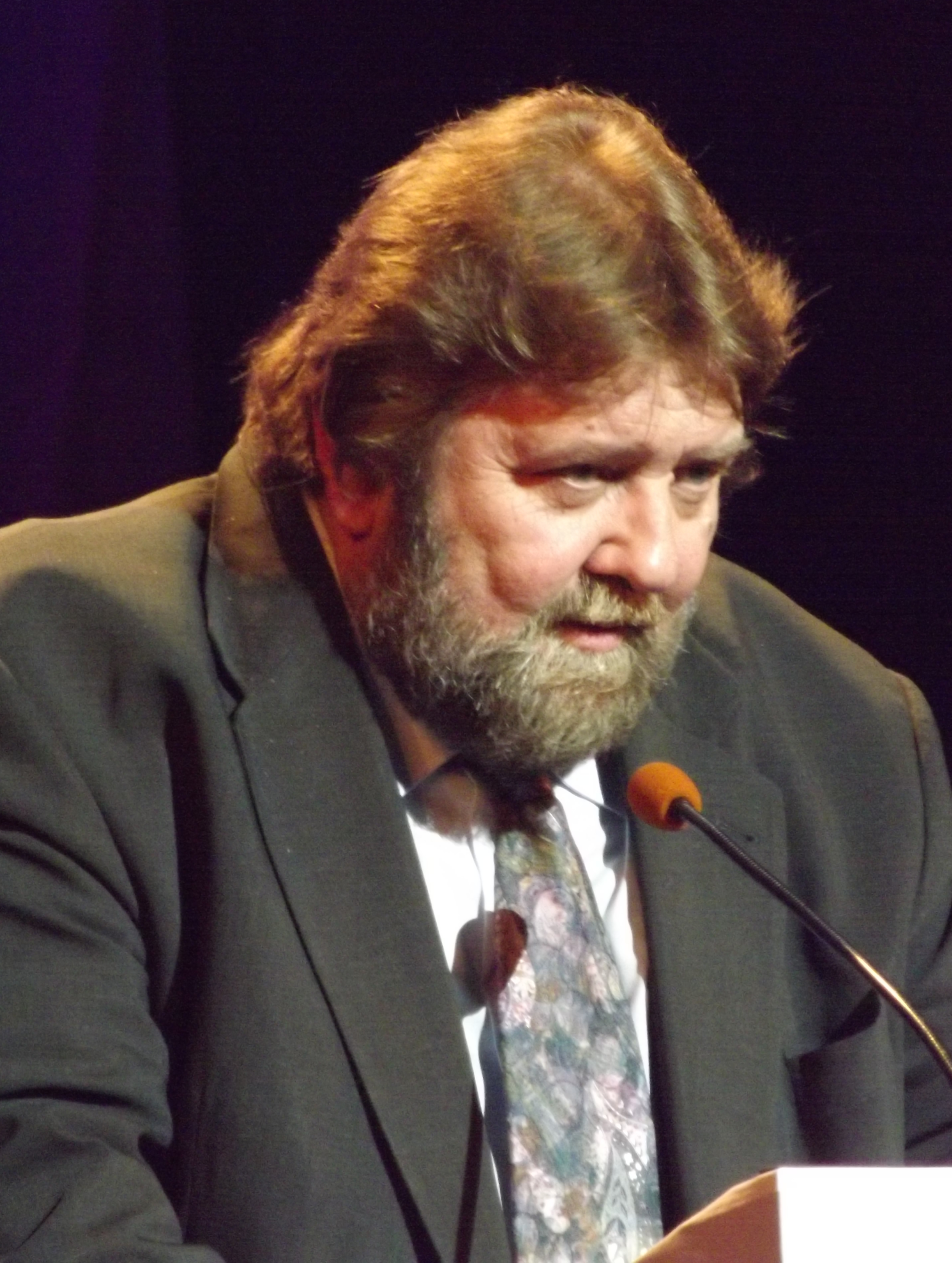
عضو پیشین پارلمان استانیسلاو زولتک ( کنگره راست جدید  – پولکزیت)

### نامزدهای رد شده
نامزدهای زیر نتوانستند تا پایان مهلت ثبت در تاریخ ۲۶ مارس میزان ۱۰۰٬۰۰۰ امضای حمایت از کاندیداتوری خود ارائه دهند:
- زبیگنیو آدامسزیک - رئیس اتحادیه اسلاوها
- بیوتر باکوم- اقتصاددان
- آدام بدنارزیک- فعال در سازمان ملل لهستان - لیگ لهستان
- مارسین بوگاسکی- دانشمند علوم سیاسی
- رولاند دوبوسکی - رئیس اتحادیه وراث جانبازان جنگ لهستان از جنگ جهانی دوم
- بولانتا دودا- تاجر
- آرتور گلوسکی - تاجر
- اسلامویر گرزیوا - رهبر "سامی سووی" ("همه دوستان خوب")
- کروزیستو کونوویکز -یوتوب
- ماری لزنیاک وویسیچوفسکا- یک فعال سیاسی
- ویسلاو لویسکی - رئیس "نورمانلی کارای" ("کشور عادی")
- داریوش لاسکا- فعال سیاسی
- لوکاس مالکزیک- رئیس اتحادیه کارآفرینان لهستانی
- وویسیچ ماتنکا- نامزد "لهستان میهنی"
- آندرزی اولسزوسکی- یک فعال سیاسی
- مارک اولسزوسکی - نامزد جنبش بازسازی لهستان
- بوگدان پاولوفسکی - تاجر
- آندرزی داریوس پالازینسکی - تاجر
- وویسیچ پودیاکی - رئیس "لیگ دفاع از حاکمیت"
- یان زبینگنیو پوتوکی- رئیس‌جمهور خود اعلام شده‌است
- کایتان پیرزینسکی- فعال حقوق بازنشستگان
- لسزک سامبورسکی - عضو سابق سیم
- گرزگورز سوا - تاجر مرتبط با پولسکی
- راموآلد استاروسیمیک- روزنامه‌نگار تحت حمایت" وحدت ملت "
- پاول نویتون- تاجر
- کرزیستوف اوربانویچ- فعال سیاسی
- آندرزچ ووید- تاجر
- جرزی والکویاک- فعال سیاسی
- زبینگنیو وسولوفسکی- رهبر "جنبش جهانی لهستانی‌ها و پولونیا"
- پیوتر ورونسکی- سرهنگ آگنسیاویویادو

## انتخاب کاندیداها
نامزدهای زیر توسط نمایندگان احزاب در سیم (مجلس لهستان) معرفی شده‌اند.

### قانون و عدالت / حق اتحاد
رئیس‌جمهور فعلی آندژی دودا برای دور دوم انتخابات واجد شرایط هست. وی در ۲۴ اکتبر ۲۰۱۹، در نامه ای سرگشاده به اعضای منتخب سیم و سنا اعلام کرد این حزب در انتخابات ریاست جمهوری سال آینده از آندژی دودا به شدت حمایت خواهد کرد.
نامزد:
| قانون و عدالت                                                               |
| آندژی دودا                                                                  |
|                                                                             |
| رئیس‌جمهور لهستان (۲۰۱۵–) عضو پارلمان اروپا (۲۰۱۴–۲۰۱۵) اعضا سیم (۲۰۱۱–۲۰۱۴) |

### پلتفرم مدنی / ائتلاف مدنی
از دونالد توسک انتظار می‌رفت تا به صحنه سیاسی لهستان بازگردد و قبل از منقضی شدن خدمت در دفتر اروپایی‌اش در ۲۰۱۹ خود را نامزد ریاست جمهوری کند، با این حال، در نوامبر ۲۰۱۹، توسک اعلام کرد که برای انتخابات ریاست جمهوری لهستان نامزد نخواهد شد، و در اظهاراتش افزوده بود "از زمان نخست‌وزیری قصد دارد تصمیمات دشوار و غیرقابل انعطافی " را بگیرد که این امر شامل نامزد نشدن وی در انتخابات بود. گفته می‌شود که وی در مورد اجرای نظرسنجی خصوصی توصیه‌هایی را مطرح کرده‌است. در عوض توسک تصمیم گرفت به جای آن برای رهبری حزب خلق اروپا خود را نامزد کند. در نتیجه، گروزگورز شتینه، رهبر حزب تصمیم گرفت تا برای اعلام کاندیداتوری از جانب حزب برای رئیس‌جمهوری، کنگرهای برگزار کند؛ که کاندید اصلی مالاگورزاتا کیداوا-بلونسکا اکثریت را به دست آورد.
مالاگورزاتا کیداوا-بلونسکا در ۱۵ مه ۲۰۲۰ از کاندیداتوری خود استعفا داد، به احتمال زیاد به دلیل کاهش آرا بود. پس از این، رافائل ترزاسکوفسکی کاندیدای جدید ائتلاف مدنی شد. وی موفق شد بیش از ۱٫۶ میلیون امضا کسب کند که صلاحیت حضور در انتخابات را تضمین می‌کرد. وی پس از کسب ۳۰٫۵٪ آرا در دور اول، با پیروزی آندژی دودا، رئیس‌جمهور فعلی، به مرحله دوم انتخابات راه یافت و در دور دوم مغلوب شد و ۴۹٪ آرا را به دست آورد.
نامزد:
| پلتفرم مدنی                                                                                            |
| رافائل ترزاسکوفسکی                                                                                     |
| |
| شهردار ورشو (۲۰۱۸-) معاون وزیر امورخارجه لهستان (۲۰۱۴–۲۰۱۵) وزیر امور اداری و دیجیتالی شدن (۲۰۱۳–۲۰۱۴) |

### ائتلاف لهستان
در دسامبر ۲۰۱۹, رئیس پی‌سی‌ال ولادیسلاو کوسینیاک-کامیس اعلام کرد در انتخابات ریاست‌جمهوری شرکت می‌کند.
| حزب مردم لهستان                                                     |
| ولادیسلاو کوسینیاک-کامیس                                            |
|                                                                     |
| عضو مجلس سیم (۲۰۱۵–) وزیر خانواده، کار و سیاست اجتماعی ( (۲۰۱۱–۲۰۱۵ |

### چپ
از آغاز ژانویه ۲۰۲۰, ولودزیمیرز کزار زاستی از حزب چپ هلند را نامزد کرد رابرت بیدران.
| حزب سیاسی بهار                                                         |
| رابرت بیدران                                                           |
|                                                                        |
| عضو پارلمان اروپا (۲۰۱۹–) شهردارسووپسک (۲۰۱۴–۲۰۱۸) عضو سیم (۲۰۱۱–۲۰۱۴) |